# Мацєєво (Лещинський повіт)
Мацєєво (пол. Maciejewo) — село в Польщі, у гміні Осечна Лещинського повіту Великопольського воєводства.
У 1975-1998 роках село належало до Лешненського воєводства.